# Toren, Västmanland
Toren är en sjö i Sala kommun i Västmanland och ingår i Norrströms huvudavrinningsområde.